# Fred De Bruyne
Alfred De Bruyne (Berlare, 21 de outubro de 1930 - Seillans, França 4 de fevereiro de 1994), apelidado Monsieur Fred, foi um ciclista belga, profissional entre os anos 1953 e 1961, durante os quais conseguiu 25 vitórias.
Era um especialista em corridas de um dia, vencedor em quatro dos cinco Monumentos do ciclismo. Só lhe ficou por vencer no Giro de Lombardia, no qual foi 2º em 1955. Foi duas vezes 5º no Campeonato do Mundo de ciclismo, nos anos 1956 e 1957.

## Palmarés
1953
- 1º em Gentbrugge
- Vencedor de uma etapa do Circuito das 6 províncias

1954
- 1º no Critèrium de Flandres Oriental
- 1º em Berlare
- 3 etapas do Tour de France
- Vencedor de uma etapa do Circuito das 6 províncias

1955
- 1º no Circuit do Centro da Bélgica
- 1º no Grande Premi de Lede
- 1º em Nederbrakel
- 1º em Zele
- Vencedor de uma etapa do Através de Flandres
- Vencedor de uma etapa do Tour do Sudeste

1956
- 3 etapas do Tour de France
- Milão-Sanremo
- Lièje-Bastone-Liéje
- Paris-Nice e vencedor de 2 etapas
- 1º no Critérium d'Alost
- 1º no guardón Challenge Desgrange-Colombo

1957
- Tour de Flandres
- Paris-Roubaix
- Paris-Tours
- Sassari-Cagliari
- 1º no guardón Challenge Desgrange-Colombo
- 1º na Sasser-Caller
- 1º em Berlare
- 1º no Critérium de Gembloux
- 1º nos Seis dias de Gante, com Rik van Steenbergen
- Vencedor de uma etapa da Roma-Nápoles-Roma

1958
- Lièje-Bastone-Lièje
- Paris-Nice
- 1º no guardón Challenge Desgrange-Colombo
- 1º em Berlare
- 1º no Critérium Maison-Lousteau
- 1º no Critérium de Gante ao estilo derny
- 1º no Critérium de Bruxelas estilo derny

1959
- Lieja-Bastoña-Lieja
- 1º no Critérium de Offin
- 1º no Critérium  de Mondovi
- 1º nos Seis dias de Gante, com Rik van Steenbergen

1960
- 1º no Critérium de Zedelgem darrere derny

1961
- 1º na Kuurne-Bruxelas-Kuurne

## Resultados em Grandes Voltas e Campeonato do Mundo
| Corrida         | 1953 | 1954 | 1955 | 1956 | 1957      | 1958 | 1959 |
| --------------- | ---- | ---- | ---- | ---- | --------- | ---- | ---- |
| Giro de Itália  | -    | -    | -    | -    | -         | 16º  | -    |
| Tour de France  | 52º  | 36º  | 17º  | ̈20º  | Ab. (10ª) | -    | 30º  |
| Volta a Espanha | -    | -    | -    | -    | -         | -    | -    |